# Wilhelm-Niessen-Straße 13 (Mönchengladbach)

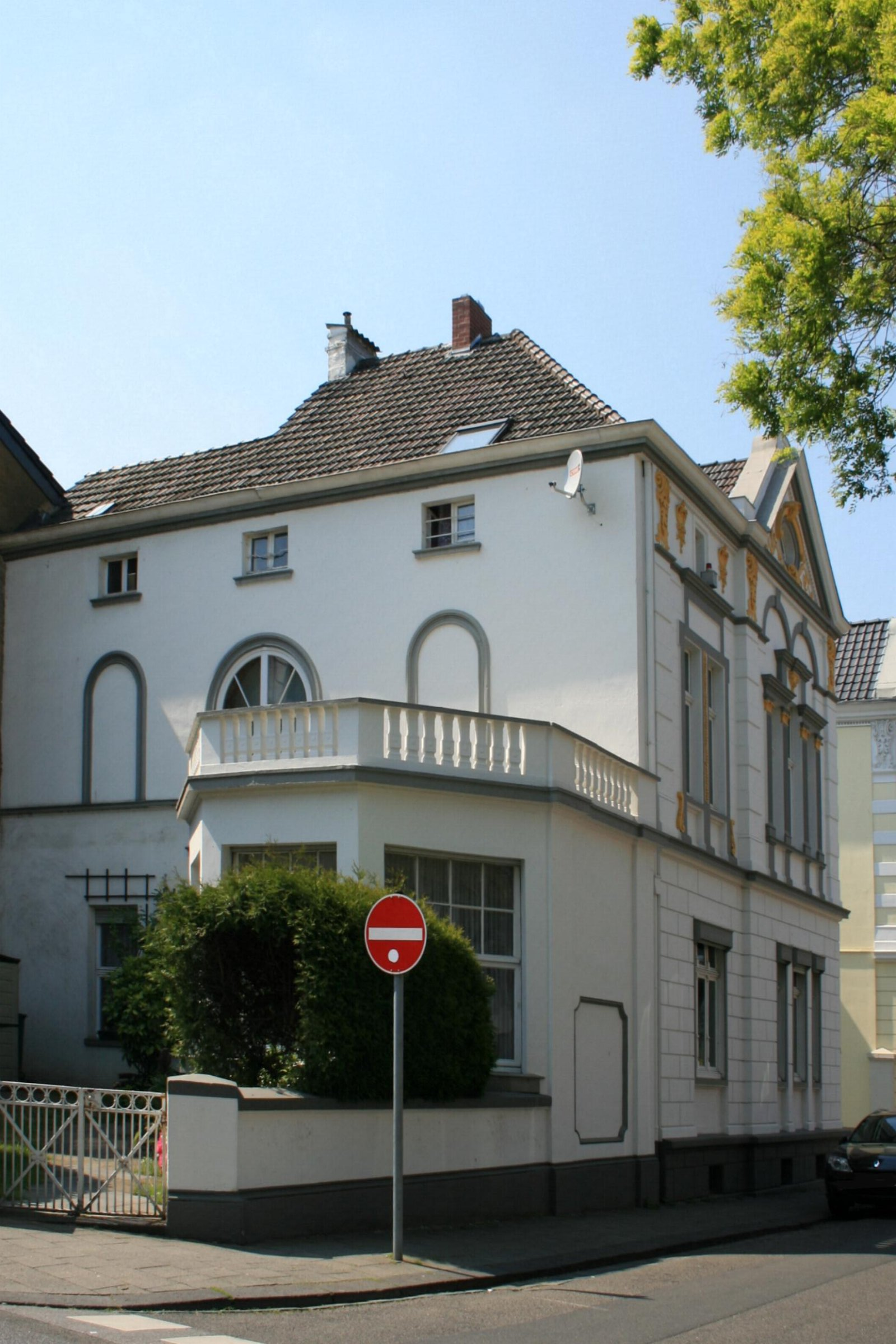
Wohnhaus (2010)

Das Wohnhaus Wilhelm-Niessen-Straße 13 steht im Stadtteil Odenkirchen in Mönchengladbach (Nordrhein-Westfalen). 
Das Gebäude wurde 1900 erbaut und unter Nr. W 037 am 3. Juni 1993 in die Denkmalliste der Stadt Mönchengladbach eingetragen.

## Architektur
Das Objekt liegt in der Wilhelm-Niessen-Straße in Odenkirchen. Bei dem Bau handelt es sich um ein traufständiges, zweigeschossiges, dreiachsiges Wohnhaus unter einem Walmdach mit Risalit unter einem Zwerchgiebel aus dem Jahre 1900. Das Objekt ist aus städtebaulichen Gründen als Baudenkmal schützenswert.